# كم يحتاج الرجل من فدان؟
«كم يحتاج الرجل من فدَّان؟» (الإنجليزية: How Much Land Does a Man Need؟) هي قصة قصيرة سُطِرَت أبجديتها من قبل المؤلف الروسي ليو تولستوي في عام 1886 وتروي قصة رجل خسر كل شي في سبيل إشباع شهوته وحبه لتملك الأراضي. نُقِلت القصة إلى اللغة العربية وترجم عنوانها إلى «كم هو نصيب الإنسان من الأرض؟».

## خلاصة الرواية
بطل القصة فلاح يدعى باهوم أصغى سمعه لجدال دار بين زوجته وأخته غير الشقيقة عن محاسن الحياة في المدينة وحياة الفلاحين في الريف. فكر حينها وقال «لو كان لدي نصيب كبير من الأرض لن أخشى كائناً من كان حتى ولو كان الشيطان نفسه!». وعلى حين جهلٍ منه، كان الشيطان حاضراً حينئذ جالساً وراء الموقد مسترقاً للسمع. قَبِلَ الشيطان تحدي باهوم وقال إنه سوف يعطي باهوم نصيباً كبيراً من الأرض ومن ثم سيسلبه كل شيء بغتةً. في وقت لاحق، قررت إحدى ملاك الأراضي في القرية أن تبيع ملكيتها، فأسرع فلاحي القرية لشراء ما أمكنهم من تلك الأرض بكل ما أوتوا من استطاعة، اشترى باهوم جزءً من تلك الأرض معتقداً أنه سيتمكن من سداد ديونه وأنه سيعيش حياة كريمة إذا ما جدَّ في عمله.
وبطبيعة الحال، أصبح باهوم يميل إلى الاستئثار بأرضه وحال الأمر إلى نشوب سلسلة من النزاعات فيما بينه وبين جيرانه. «بدت من أفواههم تهديدات تنذر بحرق ملكيته». لاحقاً، ارتحل باهوم إلى منطقة رحبة في بلدية اشتراكية (Commune) حيث استطاع فيها أن يحصد مزيداً من المحاصيل ويجمع مالاً وفيراً، لكن كان عليه أن يحرث بذوره على أرض مستأجرة وقد أنهك أجرها كاهله، وفي نهاية الأمر، بعد أن باع واشترى الكثير من الأراضي الخصبة، سمع عن شعب الباشكير وقيل له إنهم أناس ذوي عقول بسيطة وبحوزتهم أراضٍ جمة، فذهب باهوم إليهم طلباً شراء النصيب الأكبر من أرضهم مقابل أدنى سعر يمكن أن يساومهم عليه، إلا أنه كان للباشكير عُرْف خارج عن العادة؛ فمقابل ما مقداره ألف روبل روسي كان ينبغي عليه أن يحمل مجرافاً ويمشي ما أمكنه لكي يرسم حدود الأرض التي يريد شراءها، يبدأ من بزوغ الفجر حتى غروب الشمس، فإذا ما وصل إلى نقطة البداية قبيل غروب الشمس، أصبحت له الأرض التي رسم حدودها، أما إذا أخفق في العودة إلى نقطة البداية، فلا أرض له ولا ينبغي له أن يسترد ماله. سُرَّ باهوم للعرض الذي قدموه له فلقد واتته فرصة العمر، واعتقد حينها أن باستطاعته أن يرسم حدود أعظم أرض له. وبعد أن أرخى الليل سدوله وغط في سبات عميق، راوده حلم سريالي رأى فيه نفسه يَخُرُّ ميتاً تحت قدمي الشيطان الذي دوت منه قهقهة شيطانية.
بقي باهوم لوقت متأخر جداً وهو يرسم حدود أرضه حتى باغتته ساعة الغروب، وعندما أدرك أنه أمسى بعيداً عن نقطة البداية، أطلق ساقيه للريح عائداً إليها حيث كان ينتظره شعب الباشكير. أدرك أخيراً نقطة البداية بينما توارت الشمس من وراء المغيب، فهلل شعب الباشكير لما لقي من الحظ العظيم، إلا أن الإرهاق قد نال منه فأسقطه جثة هامدة، حينها قام خادمه بدفنه في قبر عادي بعمق ستة أقدام. وهكذا، بشكل مثير للسخرية، تمت الإجابة عن السؤال الذي عُنْوَنَت له القصة.

## التأثير الثقافي
في أواخر حياته، كتب جيمس جويس لابنته عن القصة قائلا إنها «أعظم قصة عرفها الأدب العالمي». وكان لودفيغ فيتغنشتاين من أشد المعجبين بها. وفي ألمانيا الغربية عام 1969، ألهمت موضوعات القصة المخرج هانز يورغن سيبيربرغ لإخراج فيلم بعنوان «سكرابيا: كم يحتاج الرجل من فدَّان؟».

## وصلات خارجية
- كم يحتاج الرجل من فدان؟ على موقع الموسوعة البريطانية (الإنجليزية)